# Waldo (Florida)
Waldo è un comune degli Stati Uniti d'America, situato in Florida, nella Contea di Alachua.